# Староселье (Унечский район)
Староселье — село в Унечском районе Брянской области, административный центр Старосельского сельского поселения.

## География
Находится в центральной части Брянской области на расстоянии приблизительно 30 км на восток по прямой от вокзала железнодорожной станции Унеча.

## История
Известно с XVII века. В 1689 году была построена деревянная Георгиевская церковь (не сохранилась). До 1781 года село входи¬ло в состав Бакланской сотни Стародубского полка. В 1964 к селу присоединена деревня Борщево. Работал колхоз «Ле¬нинский путь». В 1859 году здесь (село Мглинского уезда Черниговской губернии) учтено было 70 дворов, в 1892—102.

## Население
Численность населения: 398 человек (1859 год), 670 (1892), 655 человек (русские 98 %) в 2002 году, 526 в 2010.